# Horsforth
Horsforth ist eine Stadt und Verwaltungsgemeinde im Metropolitan Borough der City of Leeds in West Yorkshire, England.

## Etymologie
Horsforth wurde 1086 im Domesday Book as Horseford, Horseforde und Hoseforde erwähnt, jedoch wird auch Münzen aus dem späten 9. Jahrhundert mit den Inschriften ORSNA FORD and OHSNA FORD ein Ursprung in Horsforth zugeschrieben. Der Name ist vom altenglischen hors oder *horsa („Pferd“) im Genitiv Plural (horsa/horsna) und dem Wort ford („Furt“), abgeleitet und bedeutet „Pferdefurt“. Dies bezieht sich auf eine ehemalige Furt durch den Fluss Aire, die im 19. Jahrhundert durch eine steinerne Brücke ersetzt wurde.

## Geographie
Horsforth liegt nordwestlich des Stadtkerns von Leeds, an einer ehemaligen Furt durch den Fluss Aire an der heutigen Calverley Lane.

## Geschichte

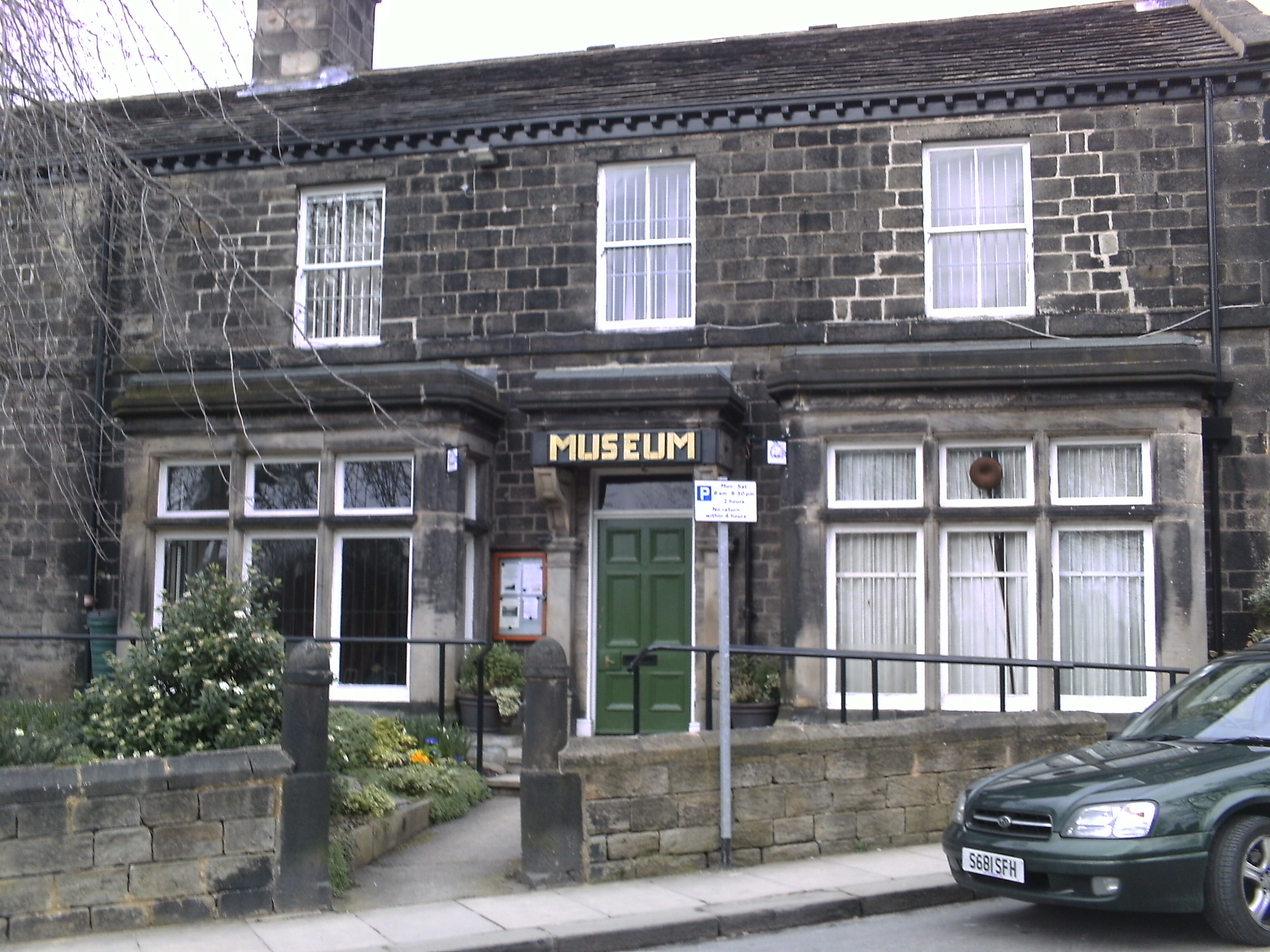
Horsforth Museum

### Verwaltungsgeschichte
Horsforth gehörte historisch als Township zur Gemeinde Guiseley in West Riding of Yorkshire. 1866 wurde es zu einer selbständigen Gemeinde. Im späten 19. Jahrhundert galt es als das bevölkerungsreichste Dorf im Vereinigten Königreich. 1894 wurde Horsforth ein Urban District.
1974 wurden Gemeinde und Urban District  aufgelöst und in den neuen Metropolitan Borough der City of Leeds eingegliedert. 1999 wurde es eine Verwaltungsgemeinde mit einem eigenen Council, der von seinem Recht Gebrauch machte, Horsforth zur Stadt zu erklären.
Im Jahr 2022 hatte Horsforth 21164 Einwohner.

### Mittelalter und frühe Neuzeit
Vor der normannischen Eroberung Englands gehörte das Land um Horsforth drei namentlich nicht bekannten angelsächsischen Thanes, dann wurde es in ein königliches Lehen umgewandelt und an normannische Adlige vergeben. Später kam es unter die Verwaltung des 1152 gegründeten Zisterzienser-Klosters Kirkstall Abbey.
Nach der Auflösung der englischen Klöster 1539 wurde Horsforth aufgeteilt und an fünf Familien verkauft, von denen die Stanhopes den größten Einfluss erlangten und die Geschicke des Ortes in den nächsten 300 Jahren bestimmten. Ihre ausführlichen Aufzeichnungen ergänzen die ausführlichen mittelalterlichen Aufzeichnungen des Klosters Kirkstall Abbey als historische Ressourcen.
Bis ins 19. Jahrhundert war Horsforth landwirtschaftlich geprägt. Die Furt durch die Aire diente unter anderem dem Transport von Wollwaren von und nach Pudsey, Shipley und Bradford.

### 19. Jahrhundert
Mit dem Aufschwung des nahegelegenen Industriezentrums Leeds erfuhr auch Horsforth ein rasches Wachstum. 1820 begründete die Familie Watson in Woodside eine Gerberei. Der Betrieb ging später zur Seifenherstellung über und wurde 1861 nach Leeds verlegt. Daraus entstand unter Joseph Watson (1873–1922), der 1922 zum Baron Manton erhoben wurde, der bedeutendste Seifenhersteller in Nordostengland, der in der Betriebsgröße nur hinter Lever Brothers zurückstand.
Im 19. Jahrhundert wurde die Furt durch die Aire durch eine steinerne Fußgängerbrücke ersetzt.
1862 grassierte der Typhus in Horsforth.

### 20. Jahrhundert
Während des Zweiten Weltkriegs brachte die Bevölkerung Horsforths die gesamten Baukosten für die Korvette HMS Aubretia in Höhe von 241000 GBP auf. Der Beitrag des Ortes zu den Aufwendungen im Zweiten Weltkrieg wurde im Jahr 2000 in einem Brief von Bill Clinton, dem damaligen Präsidenten der USA, an den Parlamentsabgeordneten Paul Truswell ausdrücklich gewürdigt.

### Wirtschaftsgeschichte
Aus den Steinbrüchen bei Horsforth wurde hochwertiger Sandstein gewonnen, der schon im Mittelalter als Baumaterial für Kirkstall Abbey und als Mühlstein diente. Er wurde auch beim Bau der Strandpromenade in Scarborough verwendet, und Sandstein aus der Golden Bank Quarry wurde bis Ägypten exportiert. Diese Vorkommen sind der Grund dafür, warum ein großer Teil der Gebäude in Horsforth nicht aus Ziegeln, sondern aus Steinquadern gebaut worden sind.
Die Wasserkraft des Horsforth Beck (Oil Mill Beck) diente zum Antrieb von Textilfabriken. Ab dem 19. Jahrhundert profitierte Horsforth von günstigen Verkehrsverbindungen durch mautpflichtige Chausseen (turnpikes), die aufkommenden Eisenbahnen und Straßenbahnen und dem nahegelegenen Leeds and Liverpool Canal.
Heute ist Horsforth vorwiegend eine auf Leeds orientierte Pendlergemeinde.

## Verkehr

### Straßen
Horsforth liegt an den Hauptstraßen A65 zwischen Leeds und Crooklands sowie A6120, die als Northern Ring Road von Pudsey nach Coton um Leeds führt.

### Eisenbahn

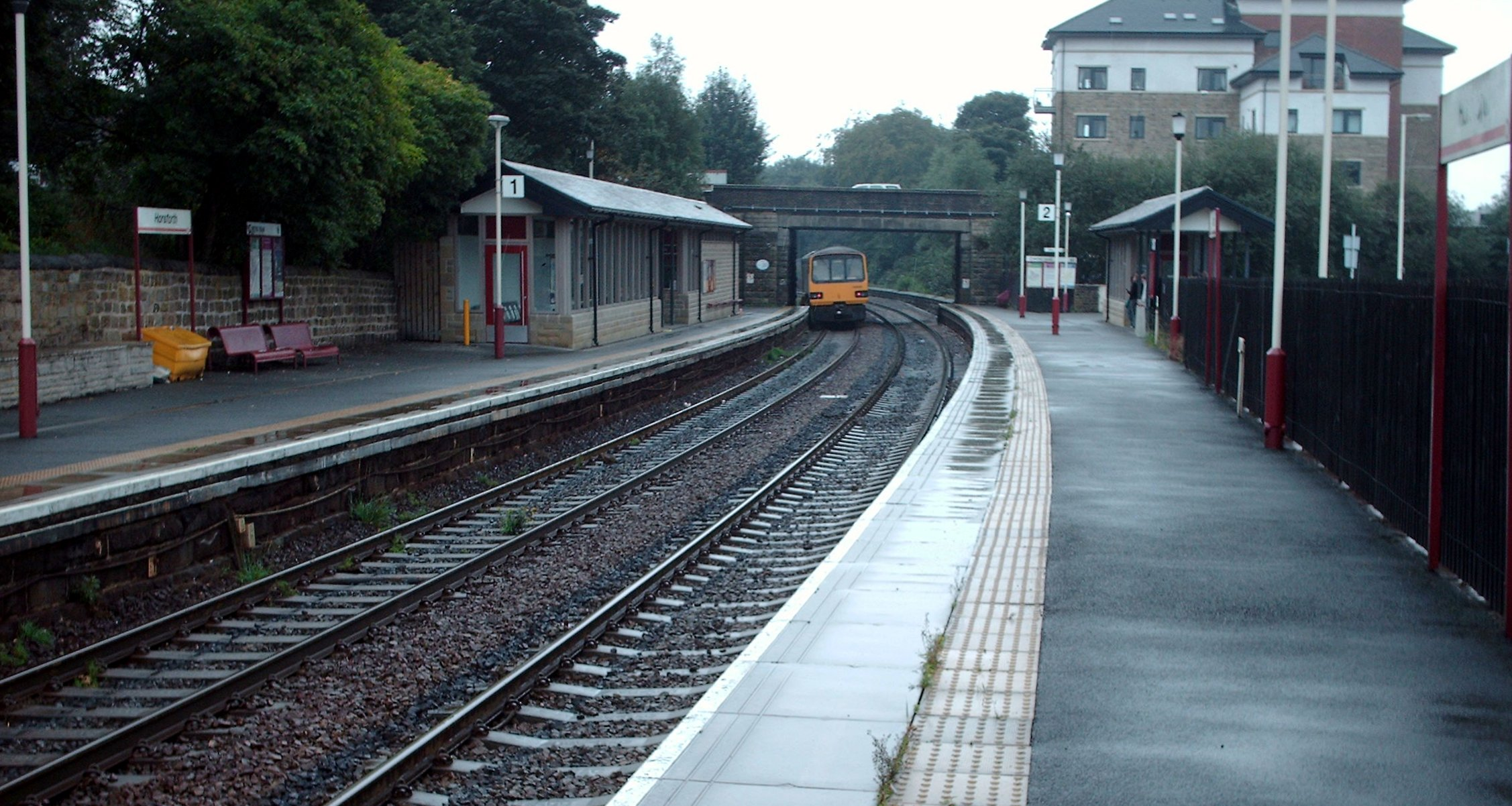
Bahnstation Horsforth, Blickrichtung Leeds

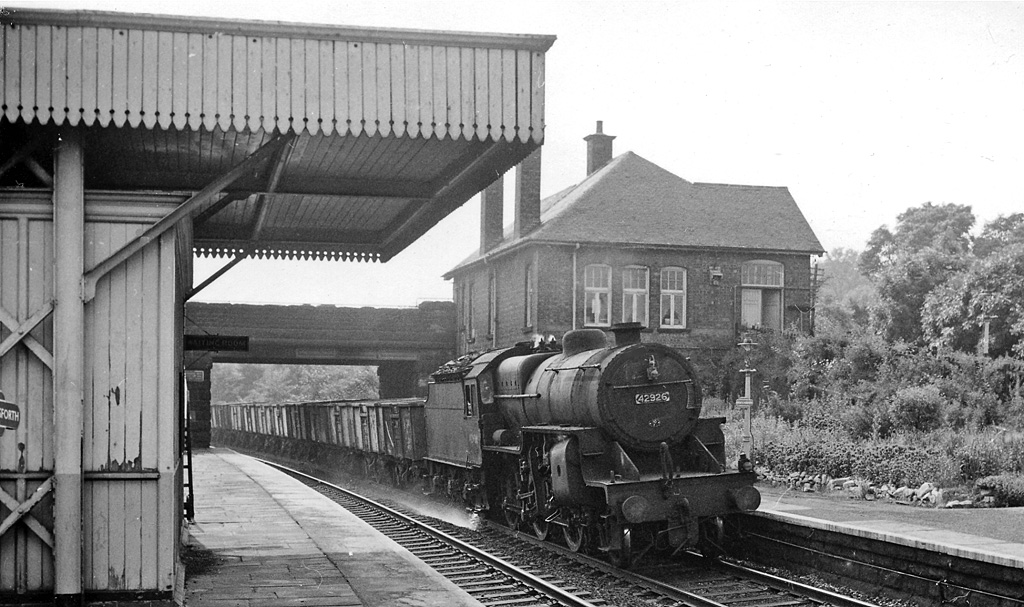
Bahnstation Newlay & Horsforth, 1964

Horsforth hat einen Haltepunkt (früher ein Bahnhof) mit zwei Bahnsteigen an der Harrogate Line zwischen Leeds und Harrogate. Dieser liegt knapp außerhalb der Gemeindegrenze in Cookridge am Moseley Beck.
Zur Entlastung dieser Station war die Errichtung einer weiteren in Horsforth Woodside beabsichtigt. Dort bestand bis 1864 schon einmal eine Bahnstation.
An der heutigen Airedale Line zwischen Leeds und Skipton bestand der Bahnhof Newlay der ehemaligen Midland Railway, der 1889 in Newlay & Horsforth station umbenannt wurde. Er lag südlich des Flusses Aire an der Straße zwischen Horsforth und Bramley. 1961 wurde er wieder in Newlay umbenannt und 1965 geschlossen.

### Bus
First Leeds bedient im Rahmen des Verkehrsverbunds West Yorkshire Metro Buslinien nach Leeds, Guiseley, Otley, Cross Gates, Seacroft, Pudsey, Yeadon und zum Leeds Bradford International Airport.

### Luftverkehr
Leeds Bradford International Airport in Yeadon ist der nächstgelegene Flughafen, der von Horsforth aus mit Stadtbussen erreicht werden kann.

## Bildung und Kultur
In Horsforth befindet sich der Campus der Leeds Trinity University, dem früheren Leeds Trinity University College, die 2012 eine eigenständige Universität wurde, nachdem sie vorher ein „akkreditiertes College“ der University of Leeds war.
Leeds City College, das vorwiegend der Berufsbildung dient, hat mit seinem Horsforth Campus einen Standort in der Stadt, der bis 2009 zum damaligen Park Lane College gehörte.
Horsforth School ist die staatliche weiterführende Schule im Ort. Staatliche Grundschulen sind West End Lane Primary School, St Margaret's Primary School, Newlaithes Primary School, Westbrook Lane Primary School, Broadgate Lane Primary School, St Mary’s Catholic Primary School and Featherbank Primary School (1911 als Grundschule und Ersatz für Grove Day School eröffnet, zeitweise nur für Schüler von 4 bis 7 Jahren, seit 2011 wieder für Schüler bis 11 Jahren).
Mit der Froebelian School besteht eine private Grundschule.
Die Sammlungen und Ausstellungen des Horsforth Village Museum dokumentieren Aspekte des Lebens vor dem Hintergrund der wechselnden Bedeutung des Ortes.

## Religion

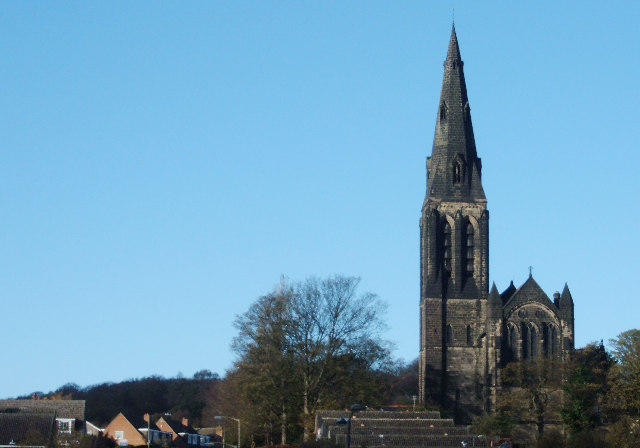
St Margaret's Church

Die wichtigsten Kirchen in Horsforth sind:
- Lister Hill Baptist Church[12]
- Cragg Hill Baptist Church
- St Margaret's Church of England[13]
- St James Woodside Church of England[14]
- Königreichssaal der Zeugen Jehovas[15]
- Central Methodist Church, Town Street[16]
- Grove Methodist Church[17]
- Woodside Methodist Church[18]
- Willow Green Christian Fellowship (Pfingstkirche)[19]
- St Mary’s Roman Catholic Church[20]
- Kapelle auf dem Campus der Leeds Trinity University[21]
- Comboni Missionaries, Brownberrie Lane[22]

## Sport
In Horsforth bestehen der AFC Horsforth, Horsforth St Margaret's FC und Horsforth Ringway als Fußballklubs, der Yarnbury Rugby Club, Horsforth Cricket Club, Hall Park Cricket Club, der auch den Horsforth Harriers Running Club beherbergt, sowie Horsforth Golf Club.

## Persönlichkeiten
- Der aus London stammende Ed Miliband (* 1969), von 2010 bis 2015 der Parteichef der Labour Party, besuchte in den 1970er Jahren Featherbank Primary School[26] und sein Bruder David Miliband Newlaithes Primary School,[27] als ihr Vater, der Staatswissenschaftler Ralph Miliband als Professor an der University of Leeds[28] lehrte.
- Matthew Lewis (* 1989), Schauspieler (spielte Neville Longbottom in der Filmreihe Harry Potter)
- Patric Knowles (1911–1995), Schauspieler
- Marc Almond (* 1957), Sänger (besuchte Featherbank Primary School bis 1968)
- Malcolm McDowell (* 1943), Schauspieler (If..., Uhrwerk Orange, O Lucky Man!)
- James Milner (* 1986), Fußballspieler
- Karen Stone (* 1952), britisch-deutsche Theaterregisseurin und -intendantin

## Galerie

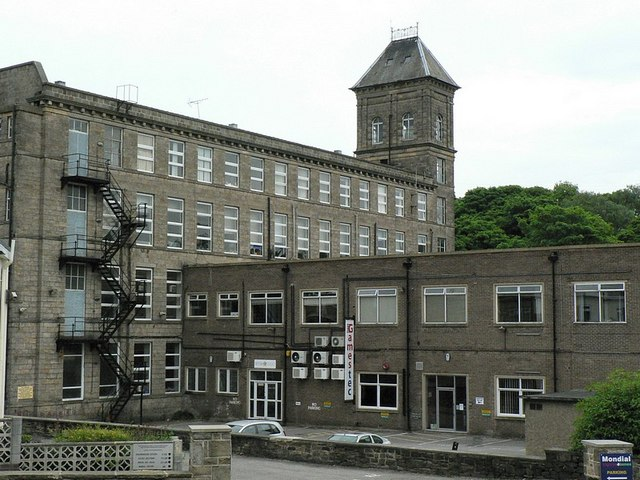
Ehemalige Spinnerei
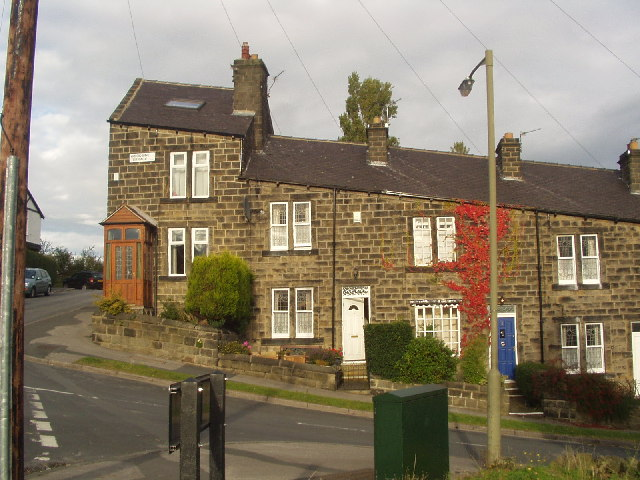
Woodbine Terrace, aus Sandstein gebaute Reihenhäuser
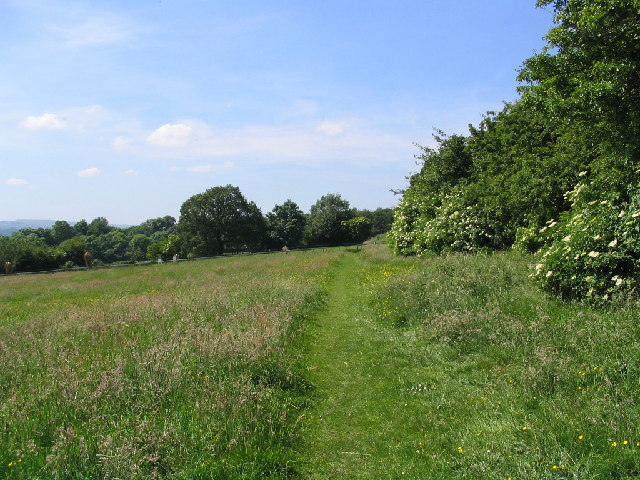
Leeds Country Way, ein Wanderweg bei Horsforth
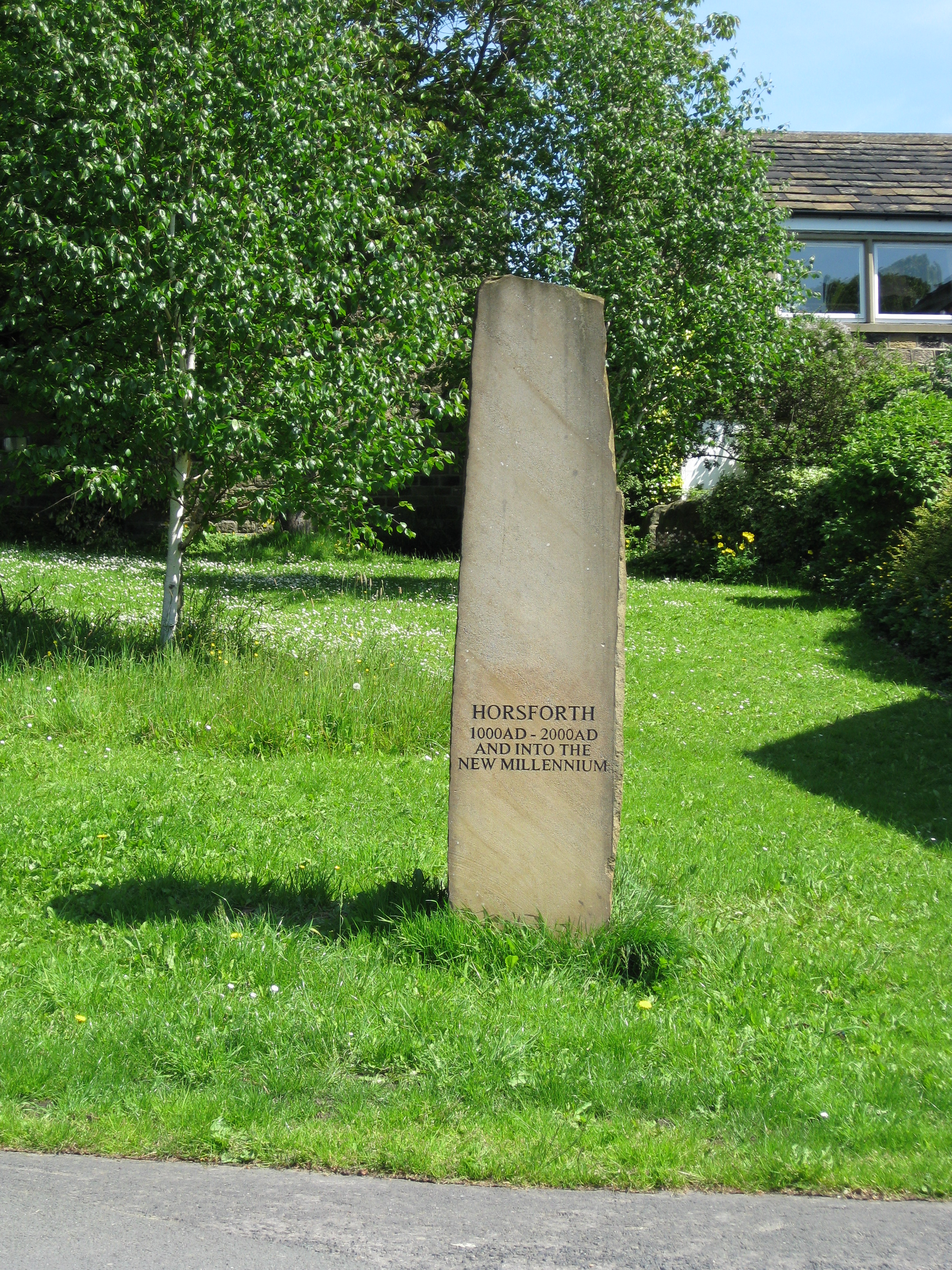
Horsforth Millennium Stone (Gedenkstein an die Jahrtausendwende)